# Ordubad
Ordubad (ázerb.: Ordubad, rusky: Ордубад) je druhé největší město v Nachičevanské autonomní republice v Ázerbájdžánu. Je to správní centrum ordubadského rajónu. Je to krásné středověké město, které ve své současné podobě bylo založeno v 18. století. Město je rozděleno do pěti městských částí: Ambaras, Kurdtatal, Sar Šeher a Uch. Ordubadu se přezdívá "nachičevanská perla" a je znám především vývozem ovoce a koření.

## Etymologie
Původ jména Ordubad je potřeba hledat v turečtině a perštině, znamená to "armádní město" . Turkické ordu znamená armáda a perské bad znamená město. Původ jména tak naznačuje vznik v období mongolské nadvlády nebo v období Ílchanátu. Historik a geograf Hamdallah Mustawfi (1281–1349) zmiňuje Ordubad v polovině 14. století jako provinční město, s nádhernými zahradami a produkující dobré hrozny, kukuřici a bavlnu“.
Francouzský cestovatel Jean Saint-Martin ve své knize o geografii Kavkazu z roku 1818 uvádí, že místní lidé označují město v turečtině a perštině jako Ardoubad a osada existovala již od 14. století.

## Umístění
Město Ordubad, přezdívané nachičevanská perla  se nachází v nadmořské výšce 949 metrů. Rozkládá se na severním břehu Araksu ve východním Zakavkazsku. Město je rozděleno do pěti městských částí: Ambaras, Kurtatal, Mingis, Sar Šeher a Uch.
Město je rozděleno na dvě části řekou Ordubadčaj.
11 km od Ordubadu jsou hranice s Arménií. Do Nachičevanu je to 88 km a Tabríz je 94 km daleko.

## Demografie
Roku 1869 bylo v Ordubadu 810 domů (nebo dvorců). Na přelomu 19. a 20. století ve městě žilo asi 4 500 obyvatel, zejména Ázerbájdžánců. Podle "kavkazského kalendáře" pro rok 1912 žilo ve městě 5 445 lidí, z drtivé většiny Ázerbájdžánci - v kalendáři označeni jako "Tataři".
Podle posledního sovětského sčítání obyvatel v roce 1989 v Ordubadu bylo 9 395 lidí. Roku 1991 9 500 obyvatel.
Odhaduje se, že v roce 2020 žilo v Ordubadu 10 800 obyvatel. Převážně šíitští Ázerbájdžánci, ale jsou tam i ruské a kurdské menšiny.

## Dějiny

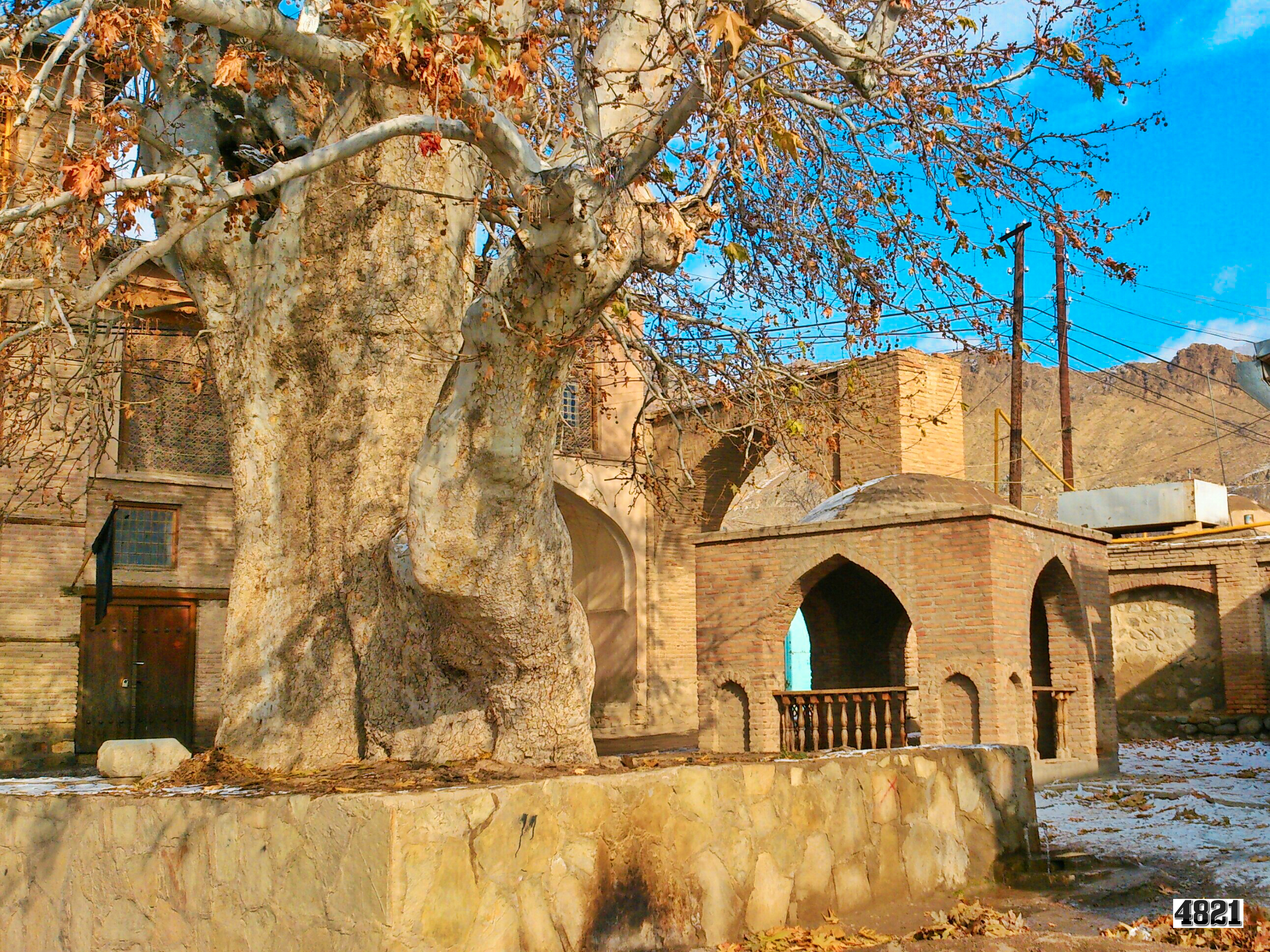
Saršaharské náměstí

### Starověk
Nejstarší písemný záznam o Ordubadu pochází z roku 824, kdy byl na místním hřbitově vytesán náhrobek s kufickým nápisem v perštině, zmiňující existenci Ordubadu.

### Středověk
Ve 12. století byl Ordubad prosperujícím hospodářským a obchodním centrem, největším městem regionu po Nachičevanu a Kiranu. Po mongolském vpádu do oblasti bylo zničeno město Kiran a to pomohlo rychlému rozvoji Ordubadu. Na přelomu 13. a 14. století byl Ordubad již jedním z 21 měst Ázerbájdžánu.
Svou důležitost ve středověku Ordubad získal především svou polohou na trasách pro karavany. Spolu s obchodem byl Ordubad také jednou z hlavních zahradnických a vinařských oblastí Ázerbájdžánu.
Ordubad byl jednou z důležitých zastávek na Hedvábné stezce.

### 15.-19. století
V 15. století na levém břehu řeky Ordubadčaj na ambaraském kopci byla založena feudální pevnost, která se stala centrem města.
Až do 16. století byl Ordubad jedním z center řemeslné výroby a obchodu. V 17. století na levém břehu Ordubadčaje vznikla nová obchodní centra a pevnost začala ztrácet na svém významu.
Roku 1604 získal Ordubad od šáha Abbáse některá privilegia, která ho osvobodila od placení daní do státní pokladny.
První polovina 17. století přinesla Ordubadu těžké časy, protože město bylo opakovaně přepadáno tureckými a perskými dobyvateli. Město bylo několikrát vypleněno, vypáleno a zničeno. Roku 1635, během persko-turecké války, byla ve městě zničena většina budov.

### Ruské období
V 18. století a na počátku 19. století bylo město součástí Nachičevanského chanátu, po rusko-perské válce se roku 1828 stalo město součástí ruské říše. Podle sčítání obyvatel roku 1834 žilo v Ordubadu 11 341 obyvatel, převážně Ázerbájdžánců s menší arménskou menšinou.
Po většinu ruské nadvlády byl Ordubad spravován jako město v Nachičevanském újezdu v Jerevanské gubernii. V tu dobu ve městě existovala jedná městská škola.

### Sovětské období
Roku 1977 bylo nařízením vlády Ázerbájdžánské SSR vyhlášena oblast historických budov města Ordubad za historickou a architektonickou rezervaci.

### Nedávné období
Roku 2001 se město stalo kandidátem na zápis na seznam světového dědictví UNESCO.
16. října 2020 v průběhu obnovené války o Náhorní Karabach se Ordubad stal cílem arménského raketového ostřelování. Nikdo z obyvatel města nebyl zraněn.

## Ekonomika
Ordubad je závislý na obchodování s ovocem, pšenicí, hedvábím a hrozny. Ve městě a jeho okolí se pěstuje 40 odrůd hroznů. Již od poloviny 16. století se místní hedvábí vyváželo do Benátek, Marseille, Amsterdamu a jiných míst v Evropě
Během prvních let 20. století získalo ordubadské hedvábí 13 zlatých medailí na mezinárodních výstavách a veletrzích. Důležitou vývozní komoditou města je také Arak.
Nedaleko od města se těží měď, molybden, bauxit, wolfram a cínové rudy. 
Po roce 2000 nabývá ve městě také na důležitosti cestovní ruch. Každoročně sem přicházejí tisíce turistů, především z Íránu, Turecka a Ruska, kteří chtějí vidět nejen staleté platany, ale také historické budovy a přírodu v okolí města. S ohledem na geografickou polohu města je na jedné straně možné sledovat zasněžené hory a na druhé straně přírodní krajinu obklopenou zelenými listy v létě, bouřlivé řeky a šumící tekoucí vodopády.
V roce 2019 byly v okolí města prováděny geologické průzkumy a potvrdilo se, že se zde nachází zatím nevyužívaná ložiska zlata. Od roku 2019 probíhají plány na zahájení těžby zlata.

## Průmysl
Roku 2015 v regionu působilo 21 průmyslových závodů a v nich pracovalo 634 místních občanů. Ve městě je 9 závodů na zpracování mléka. Denní produkce mléka je 24 tun. V Ordubadu jsou také významné továrny zpracovávající šťávu z granátového jablka.
Významnou firmou ve městě Anglo Asian Mining plc, která se zaměřuje na těžbu mědi.
7 km od města se od roku 2017 buduje ve spolupráci s Íránem vodní elektrárna s kapacitou 36 MW.

## Kultura
Ve městě se zachovaly tři mešity ze 17. a 18. století: Saatabad, Dilbar a Džuma (v ní se také nachází funkční madrasa). Mešita Džuma je určena pro sedm tisíc lidí. K dispozici je také historické muzeum věnované astronomovi a matematikovi Nasraddinovi Tusimu.
V Ordubadu se nachází důležitá astronomická observatoř.
Ve městě jsou také skalní malby Gamigaja z 3. století před naším letopočtem.

## Doprava
Od roku 1941 se v Ordubadu nachází vlakové nádraží na železniční trati Aljat-Džulfa. Kvůli konfliktu mezi Arménií a Ázerbájdžánem o Náhorní Karabach byl roku 1989 několikrát přerušen provoz ve směru do Baku. Nakonec byla v 90. letech železnice ve směru na Baku zcela uzavřena, protože nebyl povolen provoz přes arménské území.
Po roce 1991 se ve městě budují nové silnice, mosty a vodní infrastruktura. Bylo také otevřeno nové autobusové nádraží.